# Daviscupový tým Francie

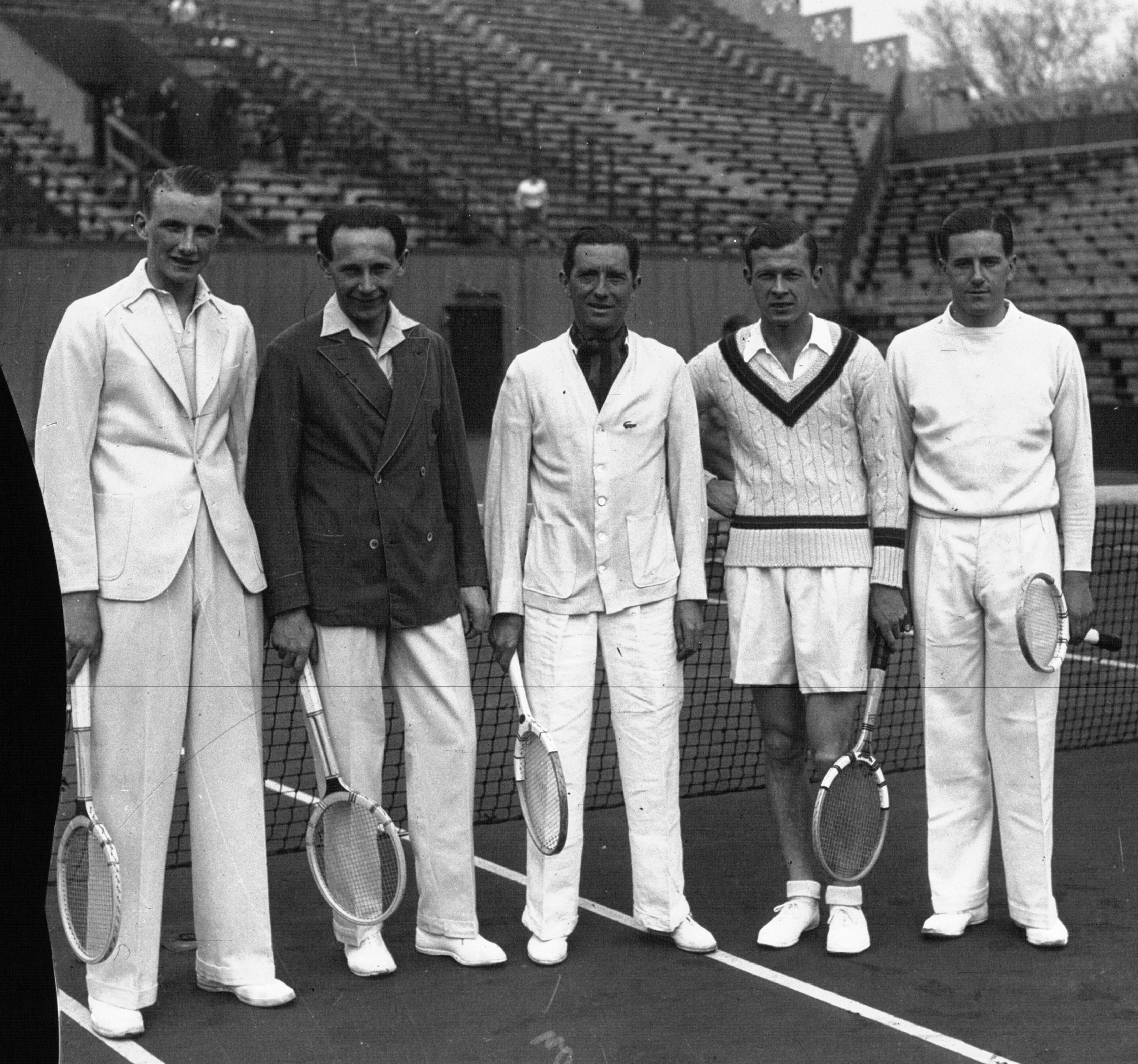
Daviscupový tým 1936: Bernard Destremau, Jean Borotra, Jacques Brugnon, Christian Boussus, Marcel Bernard

Daviscupový tým Francie reprezentuje Francii v Davisově poháru již od roku 1904 pod vedením národní tenisové federace Fédération Française de tennis. Přezdívka  Les Mousquetaires je odvozena od pojmenování  čtyř francouzských tenisových legend z 20. a 30. let dvacátého století za „čtyři mušketýry“. 
Francie vyhrála deset titulů, což ji v pořadí národů řadí na sdílené třetí místo s Velkou Británií. První salátovou mísu vybojovala v roce 1927 a naposledy soutěž ovládla roku 2017. Devětkrát odešli francouzští tenisté jako poražení finalisté. Od sezóny 2023 plní roli kapitána Paul-Henri Mathieu. Předtím jím byl v letech 2019–2023 Sébastien Grosjean.

## Historie
V roce 2008, po vítězství nad Rumunskem, hrála Francie své sedmé čtvrtfinále v řadě, což byla nejdelší série ze všech zúčastněných týmů.
V roce 2009 prohrála Francie v 1. kole s týmem České republiky; to se jí naposledy stalo v roce 2000. Výhrou v baráži nad týmem Nizozemska se ve Světové skupině pro rok 2010 udržela. V daném ročníku pak prohrála až ve finále s družstvem Srbska.
V roce 2011 postoupili do semifinále, kde prohráli se Španělskem v čele s Rafaelem Nadalem a Davidem Ferrerem.
V roce 2012 a 2013 vypadli ve čtvrtfinále. V roce 2014 prohráli ve finále se Švýcarskem, v roce 2015 podlehli ve čtvrtfinále Velké Británii, v roce 2016 v semifinále Chorvatsku.
Jubilejní desátou trofej Francie vybojovala v Davis Cupu 2017, když do finále prošla přes Japonsko, Velkou Británii a Srbsko. V lillském finále pak přehrála Belgii 3:2 na zápasy. Duel rozhodla až závěrečná dvouhra, v níž Lucas Pouille hladce přehrál belgického hráče Steva Darcise, jenž ve třech setech získal jen čtyři gamy. Po šestnácti letech se tak na triumfu podíleli Jo-Wilfried Tsonga, Lucas Pouille, Richard Gasquet a Pierre-Hugues Herbert pod vedením nehrajícího kapitána Yannicka Noaha, který Francouze dovedl k zisku salátové mísy již v letech 1991 a 1996.
V roce 2018 postoupilo družstvo opět do finále, v němž podlehlo  Chorvatsku 1:3 na zápasy. Finálový duel se druhý rok v řadě odehrál v Lille, tentokrát na halové antuce. Francouzi prohráli všechny tři dvouhry. V pátek nestačil Jérémy Chardy na chorvatskou dvojku Bornu Ćoriće ani Jo-Wilfried Tsonga na Marina Čiliće. Deblisté Pierre-Hugues Herbert a Nicolas Mahut pak snížili v sobotní čtyřhře stav na 1:2. V neděli však rozhodující třetí bod vybojoval Čilić proti Lucasi Pouillemu. Zástupci „země galského kohouta“ nevyhráli v singlech ani jeden set proti žebříčkově favorizovaným soupeřům. Čilić byl součástí první světové desítky a Ćorić figuroval na dvanácté příčce. Podeváté v historii tak francouzští hráči skončili jako poražení finalisté.
V Davis Cupu 2019 se tým účastnil nově vytvořeného finálového turnaje v Madridu, kde po výhře nad Japonskem a prohře se Srbskem nepostoupil ze základní skupiny. 

## Složení týmu 2019
Žebříček ATP je uveden k datu konání listopadového finálového turnaje 2019.
| Tenista                     | žebříček ATP | žebříček ATP | daviscupové výhry–prohry | daviscupové výhry–prohry | daviscupové výhry–prohry | zdroj |
| Tenista                     | dvouhra      | čtyřhra      | celkem                   | dvouhra                  | čtyřhra                  | zdroj |
| --------------------------- | ------------ | ------------ | ------------------------ | ------------------------ | ------------------------ | ----- |
| Gaël Monfils                | 10.          | –            | 12–2                     | 12–2                     | 0–0                      | [ 4 ] |
| Benoît Paire                | 24.          | 102.         | 1–0                      | 1–0                      | 0–0                      | [ 5 ] |
| Jo-Wilfried Tsonga          | 29.          | 702.         | 27–10                    | 21–9                     | 6–1                      | [ 6 ] |
| Pierre-Hugues Herbert       | 65.          | 5.           | 7–2                      | 0–1                      | 7–1                      | [ 7 ] |
| Nicolas Mahut               | 197.         | 3.           | 10–4                     | 1–2                      | 9–2                      | [ 8 ] |
| Kapitán: Sébastien Grosjean |              |              |                          |                          |                          |       |

## Přehled nehrajících kapitánů
- Max Decugis (1905; 1 rok)
- Allan Muhr (1912; 1 rok)
- Jean Porée (1919; 1 rok)

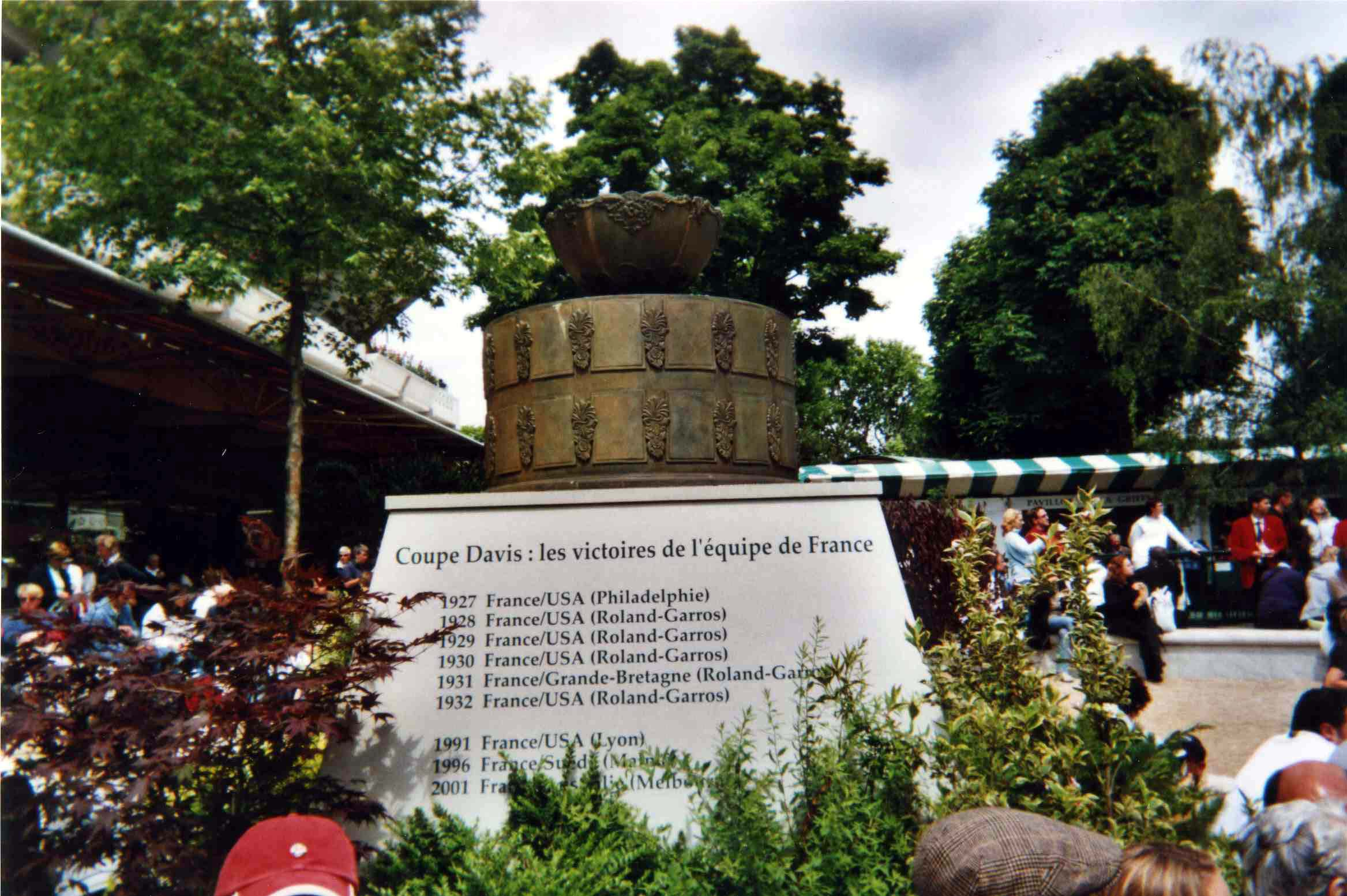
Plastika Davisova poháru na Stade Roland-Garros v Paříži

- Max Decugis (2. období) (1920–1921; 2 roky)
- Allan Muhr (2. období) (1922–1923; 2 roky)
- Max Decugis (3. období) (1924–1925; 2 roky) : 1 finálová prohra
- Pierre Gillou (1926–1930; 5 roků) : 4 tituly, 1 finálová prohra
- René Lacoste (1931–1933; 3 roky) : 2 tituly, 1 finálová prohra
- Jacques Brugnon (1934–1939; 6 roků)
- Christian Boussus (1946–1953; 8 roků)
- Bernard Destremau (1953–1955; 3 roky)
- Benny Berthet (1955–1965; 11 roků)
- Gérard Pilet (1966; 1 rok)
- Marcel Bernard (1967; 1 rok)
- Robert Salvet (1968; 1 rok)

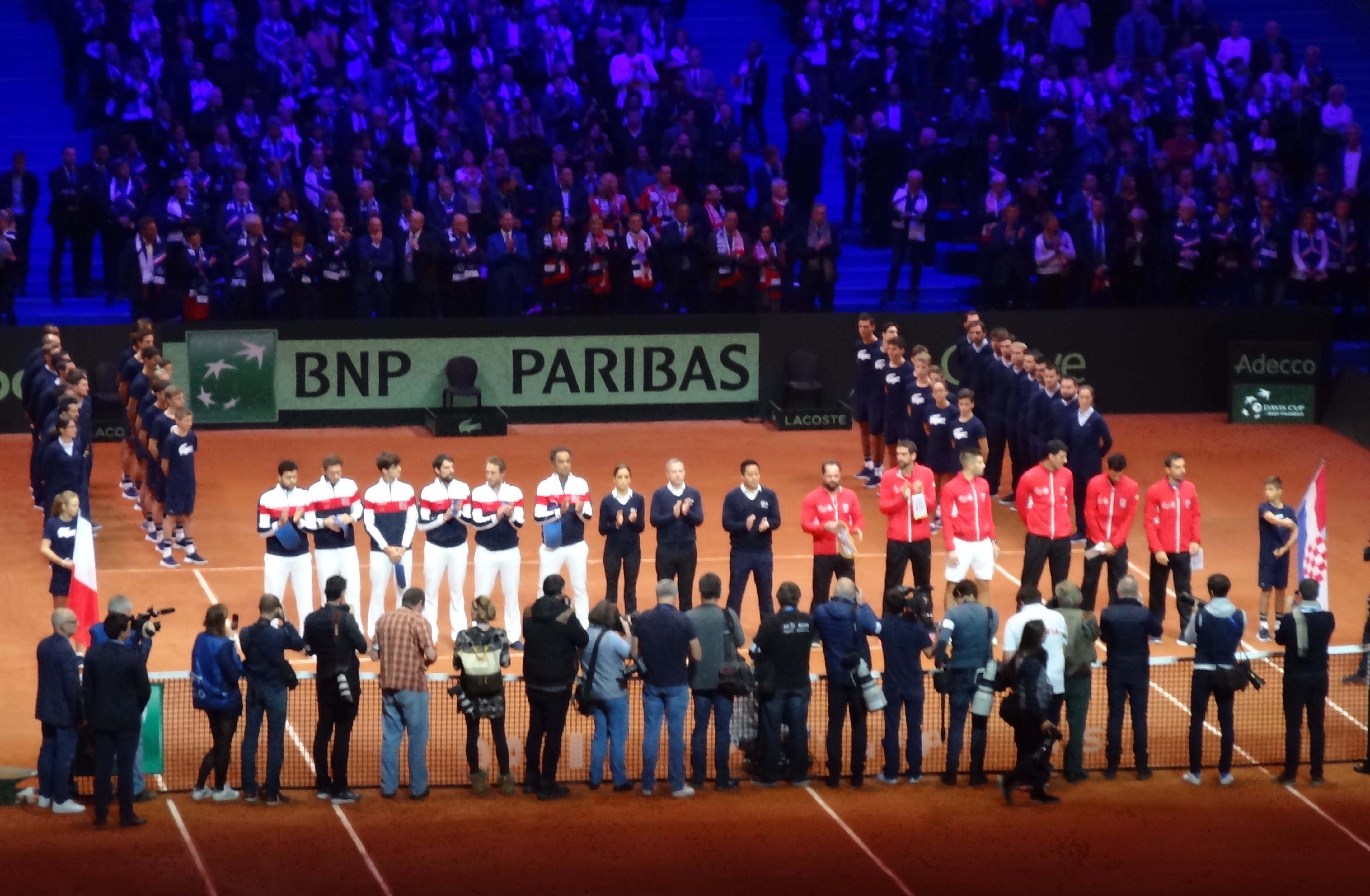
Slavnostní nástup finalistů Světové skupiny Davis Cupu 2018 Francie a Chorvatska v lillské aréně Stade Pierre-Mauroy. Francouzi prohráli 1:3 na zápasy.

- Philippe Chatrier (1969–1972; 4 roky)
- Jean-Paul Loth (1973; 1 rok)
- Pierre Darmon (1974–1979; 6 roků)
- Jean-Paul Loth (2. období) (1980–1987; 8 roků) : 1 finálová prohra
- Éric Deblicker (1988–1989; 2 roků)
- Patrice Dominguez (1990; 1 rok)
- Yannick Noah (1991–1992; 2 roky) : 1 titul
- Georges Goven (1993–1994; 2 roky)
- Yannick Noah (2. období) (1995-1998; 4 roky) : 1 titul
- Guy Forget (1999–2012; 14 roků) : 1 titul, 3 finálové prohry
- Arnaud Clément (2013–2015; 3 roky) : 1 finálová prohra
- Yannick Noah (3. období) (2016–2019) : 1 titul, 1 finálová prohra
- Sébastien Grosjean (2019–)

## Přehled finále

### Vítěz
| Č.  | rok  | dějiště                   | povrch         | soupeř ve finále | výsledek | francouzský tým |
| --- | ---- | ------------------------- | -------------- | ---------------- | -------- | --- |
| 1.  | 1927 | Filadelfie, Spojené státy | tráva          | Spojené státy    | 3–2      | Jean Borotra, Henri Cochet, René Lacoste, Jacques Brugnon                                                                               |
| 2.  | 1928 | Paříž, Francie            | antuka         | Spojené státy    | 4–1      | Jean Borotra, Henri Cochet, René Lacoste, Jacques Brugnon                                                                               |
| 3.  | 1929 | Paříž, Francie            | antuka         | Spojené státy    | 3–2      | Jean Borotra, Henri Cochet, Jacques Brugnon, Christian Boussus                                                                          |
| 4   | 1930 | Paříž, Francie            | antuka         | Spojené státy    | 4–1      | Jean Borotra, Henri Cochet, Jacques Brugnon, Christian Boussus                                                                          |
| 5.  | 1931 | Paříž,Francie             | antuka         | Velká Británie   | 3–2      | Jean Borotra, Henri Cochet, Jacques Brugnon, Christian Boussus                                                                          |
| 6.  | 1932 | Paříž, Francie            | antuka         | Spojené státy    | 3–2      | Jean Borotra, Henri Cochet, Jacques Brugnon, Christian Boussus                                                                          |
| 7.  | 1991 | Lyon, Francie             | koberec (hala) | Spojené státy    | 3–1      | Guy Forget, Henri Leconte, Arnaud Boetsch, Fabrice Santoro                                                                              |
| 8.  | 1996 | Malmö, Švédsko            | tvrdý (hala)   | Švédsko          | 3–2      | Guy Forget, Arnaud Boetsch, Cédric Pioline, Guillaume Raoux                                                                             |
| 9.  | 2001 | Melbourne, Austrálie      | tráva          | Austrálie        | 3–2      | Cédric Pioline, Fabrice Santoro, Nicolas Escudé Sébastien Grosjean, Arnaud Clément                                                      |
| 10. | 2017 | Lille, Francie            | tvrdý (hala)   | Belgie           | 3–2      | Lucas Pouille, Jo-Wilfried Tsonga, Pierre-Hugues Herbert, Richard Gasquet, Nicolas Mahut, Julien Benneteau, Gilles Simon, Jérémy Chardy |

### Poražený finalista
| Č. | rok  | dějiště                   | povrch        | soupeř ve finále | výsledek | francouzský tým |
| -- | ---- | ------------------------- | ------------- | ---------------- | -------- | --- |
| 1. | 1925 | Filadelfie, Spojené státy | tráva         | Spojené státy    | 0–5      | Jean Borotra, Jacques Brugnon, René Lacoste, Paul Féret                                                                                                   |
| 2. | 1926 | Filadelfie, Spojené státy | tráva         | Spojené státy    | 1–4      | Jean Borotra, Jacques Brugnon, René Lacoste, Henri Cochet                                                                                                 |
| 3. | 1933 | Paříž, Francie            | antuka        | Velká Británie   | 2–3      | Jean Borotra, Jacques Brugnon, Henri Cochet, André Merlin                                                                                                 |
| 4. | 1982 | Grenoble, Francie         | antuka (hala) | Spojené státy    | 1–4      | Henri Leconte, Yannick Noah, Thierry Tulasne, Gilles Moretton                                                                                             |
| 5. | 1999 | Nice, Francie             | antuka (hala) | Austrálie        | 2–3      | Sébastien Grosjean, Fabrice Santoro, Cédric Pioline, Olivier Delaitre, Guillaume Raoux, Jérôme Golmard                                                    |
| 6. | 2002 | Paříž, Francie            | antuka (hala) | Rusko            | 2–3      | Sébastien Grosjean, Fabrice Santoro, Nicolas Escudé, Paul-Henri Mathieu, Arnaud Clément, Michaël Llodra, Cédric Pioline                                   |
| 7. | 2010 | Bělehrad, Srbsko          | tvrdý (hala)  | Srbsko           | 2–3      | Arnaud Clément, Michaël Llodra, Gaël Monfils, Gilles Simon, Jo-Wilfried Tsonga, Julien Benneteau                                                          |
| 8. | 2014 | Lille, Francie            | antuka (hala) | Švýcarsko        | 1–3      | Richard Gasquet, Gaël Monfils, Jo-Wilfried Tsonga, Julien Benneteau, Michaël Llodra                                                                       |
| 9. | 2018 | Lille, Francie            | antuka (hala) | Chorvatsko       | 1–3      | Jérémy Chardy, Richard Gasquet, Adrian Mannarino, Benoît Paire, Lucas Pouille, Jo-Wilfried Tsonga, Julien Benneteau, Pierre-Hugues Herbert, Nicolas Mahut |

## Chronologie zápasů

### 2010–2018
| Rok  | úroveň                       | datum                | místo                         | soupeř         | skóre | výsledek   |
| ---- | ---------------------------- | -------------------- | ----------------------------- | -------------- | ----- | ---------- |
| 2010 | Světová skupina, 1. kolo     | 5.–7. března         | Toulon, Francie               | Německo        | 4–1   | výhra      |
| 2010 | Světová skupina, čtvrtfinále | 9.–11. července      | Clermont-Ferrand, France      | Španělsko      | 5–0   | výhra      |
| 2010 | Světová skupina, semifinále  | 17.–19. září         | Lyon, Francie                 | Argentina      | 5–0   | výhra      |
| 2010 | Světová skupina, finále      | 3.–5. prosince       | Bělehrad, Srbsko              | Srbsko         | 2–3   | prohra     |
| 2011 | Světová skupina, 1. kolo     | 4.–6. března         | Vídeň, Rakousko               | Rakousko       | 3–2   | výhra      |
| 2011 | Světová skupina, čtvrtfinále | 8.–10. července      | Stuttgart, Německo            | Německo        | 4–1   | výhra      |
| 2011 | Světová skupina, semifinále  | 16.–18. září         | Córdoba, Španělsko            | Španělsko      | 1–4   | prohra     |
| 2012 | Světová skupina, 1. kolo     | 10.–12. února        | Vancouver, Kanada             | Kanada         | 4–1   | výhra      |
| 2012 | Světová skupina, čtvrtfinále | 6.–8. dubna          | Roquebrune (MCCC), Francie    | Spojené státy  | 2–3   | prohra     |
| 2013 | Světová skupina, 1. kolo     | 1.–3. února          | Rouen, Francie                | Izrael         | 5–0   | výhra      |
| 2013 | Světová skupina, čtvrtfinále | 5.–7. dubna          | Buenos Aires, Argentina       | Argentina      | 2–3   | prohra     |
| 2014 | Světová skupina, 1. kolo     | 31. ledna – 2. února | Mouilleron-le-Captif, Francie | Austrálie      | 5–0   | výhra      |
| 2014 | Světová skupina, čtvrtfinále | 5.–7. dubna          | Nancy, Francie                | Německo        | 3–2   | výhra      |
| 2014 | Světová skupina, semifinále  | 12.–14. září         | Paříž, Francie                | Česko          | 4–1   | výhra      |
| 2014 | Světová skupina, finále      | 21.–23. listopadu    | Villeneuve-d'Ascq, Francie    | Švýcarsko      | 1–3   | prohra     |
| 2015 | Světová skupina, 1. kolo     | 6.–8. března         | Frankfurt, Německo            | Německo        | 3–2   | výhra      |
| 2015 | Světová skupina, čtvrtfinále | 17.–19. července     | Londýn, Velká Británie        | Velká Británie | 1–3   | prohra     |
| 2016 | Světová skupina, 1. kolo     | 4.–6. března         | Baie-Mahault, Francie         | Kanada         | 5–0   | výhra      |
| 2016 | Světová skupina, čtvrtfinále | 15.–17. července     | Třinec, Česko                 | Česko          | 3–1   | výhra      |
| 2016 | Světová skupina, semifinále  | 16.–18. září         | Zadar, Chorvatsko             | Chorvatsko     | 2–3   | prohra     |
| 2017 | Světová skupina, 1. kolo     | 3.–5. února          | Tokio, Japonsko               | Japonsko       | 4–1   | výhra      |
| 2017 | Světová skupina, čtvrtfinále | 7–9. dubna           | Rouen, Francie                | Velká Británie | 4–1   | výhra      |
| 2017 | Světová skupina, semifinále  | 15.–17. září         | Lille, France                 | Srbsko         | 3–1   | výhra      |
| 2017 | Světová skupina, finále      | 24.–26. listopadu    | Lille, Francie                | Belgie         | 3–2   | vítěz (10) |
| 2018 | Světová skupina, 1. kolo     | 2.–4. února          | Albertville, Francie          | Nizozemsko     | 3–1   | výhra      |
| 2018 | Světová skupina, čtvrtfinále | 6.–8. dubna          | Janov, Itálie                 | Itálie         | 3–1   | výhra      |
| 2018 | Světová skupina, semifinále  | 14.–16. září         | Lille, Francie                | Španělsko      | 3–2   | výhra      |
| 2018 | Světová skupina, finále      | 23.–25. listopadu    | Lille, Francie                | Chorvatsko     | 1–3   | prohra     |

### 2019–2029
| Rok  | úroveň                            | datum              | místo                          | povrch    | soupeř         | skóre | výsledek |
| ---- | --------------------------------- | ------------------ | ------------------------------ | --------- | -------------- | ----- | -------- |
| 2019 | Finále, základní skupina          | 19. listopadu      | Madrid, Španělsko              | tvrdý (h) | Japonsko       | 2–1   | výhra    |
| 2019 | Finále, základní skupina          | 21. listopadu      | Madrid, Španělsko              | tvrdý (h) | Srbsko         | 1–2   | prohra   |
| 2021 | Finálový turnaj, základní skupina | 25. listopadu 2021 | Innsbruck, Rakousko            | tvrdý (h) | Česko          | 2–1   | výhra    |
| 2021 | Finálový turnaj, základní skupina | 27. listopadu 2021 | Innsbruck, Rakousko            | tvrdý (h) | Velká Británie | 1–2   | prohra   |
| 2022 | Kvalifikační kolo                 | 4.–5. března       | Pau, Francie                   | tvrdý (h) | Ekvádor        | 4–0   | výhra    |
| 2022 | Finálový turnaj, základní skupina | 14. září           | Hamburk, Německo               | tvrdý (h) | Německo        | 1–2   | prohra   |
| 2022 | Finálový turnaj, základní skupina | 15. září           | Hamburk, Německo               | tvrdý (h) | Austrálie      | 1–2   | prohra   |
| 2022 | Finálový turnaj, základní skupina | 17. září           | Hamburk, Německo               | tvrdý (h) | Belgie         | 2–1   | výhra    |
| 2023 | Kvalifikační kolo                 | 3.–4. února        | Tatabánya, Maďarsko            | tvrdý (h) | Maďarsko       | 3–2   | výhra    |
| 2023 | Finálový turnaj, základní skupina | 12. září           | Manchester, Spojené království | tvrdý (h) | Švýcarsko      | 3–0   | výhra    |
| 2023 | Finálový turnaj, základní skupina | 14. září           | Manchester, Spojené království | tvrdý (h) | Austrálie      | 1–2   | prohra   |
| 2023 | Finálový turnaj, základní skupina | 17. září           | Manchester, Spojené království | tvrdý (h) | Velká Británie | 1–2   | prohra   |
| 2024 | Kvalifikační kolo                 | 3.–4. února        | Tchaj-pej, Tchaj-wan           | tvrdý (h) | Tchaj-wan      | 4–0   | výhra    |
| 2024 | Finálový turnaj, základní skupina | 10. září           | Valencie, Španělsko            | tvrdý (h) | Austrálie      | 1–2   | prohra   |
| 2024 | Finálový turnaj, základní skupina | 13. září           | Valencie, Španělsko            | tvrdý (h) | Španělsko      | 1–2   | prohra   |
| 2024 | Finálový turnaj, základní skupina | 14. září           | Valencie, Španělsko            | tvrdý (h) | Česko          | 2–1   | výhra    |